# 마이클 엔라이트
마이클 엔라이트(영어: Michael Enright, 1964년 ~ )는 잉글랜드 맨체스터 출신의 배우이다. 《캐리비안의 해적: 망자의 함》에서 선원 캐릭터의 한 명으로 출연하였다. 드라마 《에이전트 오브 쉴드》 2기 6화의 베케르 의원 역으로도 나왔다.
엔라이트는 2015년 6월, 이슬람 국가와 전쟁을 하겠다며 시리아로 떠나 투쟁 중인 쿠르드족 전사들과 합류하였다. 그는 이슬람 국가가 미국 언론인을 참수하는 영상을 목격하고 분노하여 참전할 마음을 먹었다고 밝혔다.